# Edmond Le Maître
Edmond Le Maître, né le 22 février 1923 à Saint-Nazaire (Loire-Inférieure) et mort le 8 février 2011 à Trignac (Loire-Atlantique), est un footballeur et entraîneur français.

## Biographie

### Carrière de joueur
Edmond Le Maître débute à l'Union Méan Penhoët, club omnisports de la ville de Saint-Nazaire, à l'orée de la Seconde Guerre mondiale. En 1943, la ville martyre de Saint-Nazaire est évacuée à cause des destructions causées par les bombardements anglo-américains et, en 1944, Edmond Le Maître rejoint le Football Club de Nantes, qui vient d'être fondé. Il y commence sa carrière professionnelle, en division 2, comme arrière latéral ou milieu de terrain. Les ennuis financiers du FC Nantes apparaissent dès la saison 1946-47. Le refus de soutien de la municipalité nantaise oblige le club à vendre ses meilleurs éléments comme Edmond Le Maître (pour 800 000 francs), Martial Gergotich ou Gaston David. Le Breton Le Maître doit alors partir pour le Football Club de Metz, en 1re division. Si les Lorrains sont très décevants en championnat et frisent même la descente en 1949, ils sont demi-finalistes de la Coupe de France, forçant le RC Paris, futur vainqueur, à un match d'appui. 
C'est donc chez le tenant de la Coupe que signera Edmond Le Maître la saison suivante. Il y restera, toujours en Division 1, de 1949 à 1951. Les Parisiens jouent alors en milieu de tableau du championnat. Durant sa carrière de joueur, Edmond Lemaître ne fut jamais sélectionné une fois en équipe de France, à l'inverse de son compatriote et homonyme breton Robert Lemaître. Il connut néanmoins une sélection en équipe de France "B", en 1949 contre le Luxembourg. À une époque où la Coupe d'Europe n'existe pas, Coupe Latine mise à part, la meilleure performance de la carrière d'Edmond Le Maître restera donc sa demi-finale de Coupe de France en 1949 avec le FC Metz. Après le RC Paris, Edmond Le Maître retrouve la Division 2 à l'US Valenciennes-Anzin où il termine sa carrière professionnelle en 1953. 
Ensuite, Edmond Le Maître va commencer une autre carrière, celle d'entraîneur-joueur. Il revient à Saint-Nazaire et entraîne le club de sa jeunesse, l'Union Méan Penhoët, durant cinq saisons, avec un court intermède au Stade Morlaisien, où son franc-parler déplait. C'est le lundi 13 avril 1964 que le Stade Quimpérois, entraîné par Edmond Le Maître, et le RC Lens fêtent le jubilé du Nazairien, lequel déclarera ce jour-là, avec l'humour qui le caractérise, terminer sa carrière de joueur : il a 41 ans!

### Carrière d'entraîneur
Edmond Le Maître "respirait" le football. Il était à la fois entraîneur et éducateur. Lors de l’été 1959, le dynamique Président quimpérois Marcel Chacun se met en campagne pour découvrir et engager un entraîneur de valeur. Sur les conseils d'Henri Guérin, le Président Chacun fut bien inspiré "d'arracher" Le Maître à sa ville natale. Edmond Le Maître signe en août et est à partir de septembre 1959 entraîneur du Stade quimpérois. Il prend aussitôt en main les joueurs, leur impose un entraînement sévère, une stricte discipline. En un court laps de temps, grâce à un travail soutenu, il obtient de brillants résultats. Durant douze années (de 1959 à 1971), il allait donner son temps, son expérience, son travail et tout son amour du football aux Stadistes. Il fait remonter le club de DHR (division 7) en National (division 2), en douze saisons. 
Défait en septembre 1959 lors de sa première journée de DHR face à la Légion Saint-Pierre brestoise, le Stade Quimpérois, version Edmond Le Maitre, était en "phase de décollage". "À cette allure-là, on finira par jouer contre Coatloc'h" avait alors déclaré, sceptique, le président du Stade Quimpérois Marcel Chacun, au caractère bien trempé. Mais il était tombé "sur un os" avec Edmond Le Maître. Le "vol" durera donc douze ans, avec sept divisions avalées de la DHR à la Division 2. Du jamais vu jusqu'alors au stade Kerhuel. "Edmond Le Maître était un Monsieur du football et un gagneur" explique Roger Pohon, nazairien comme Le Maître. "Je jouais en stagiaire pro au FC Nantes avec les Gondet, Suaudeau, et Blanchet. Il est venu me chercher à Nantes. Je ne l'ai jamais regretté par la suite. Ma plus grande joie ? Avoir battu Quevilly (CFA), demi-finaliste de la Coupe de France en 1968 chez eux". Roger Pohon était meneur de jeu des années 1960 du Stade Quimpérois. 
C'est le cœur gros que l'entraîneur quimpérois quitte la région cornouaillaise pour l'US Saint-Malo par cette conclusion en avril 1971 : "J’aime les gens de ce pays car ce sont des gagneurs. Mes joueurs étaient des lutteurs et j’en conserverai un souvenir formidable." Et il confirmera cinq ans plus tard par ses mots : "Oui, c'étaient des gagneurs et je les admire, les Flochlay, Seznec, Floch, Rivalland, Rannou, Amice, Mebrouk, Pann et surtout Roger Pohon, qui est passé à côté d'une très grande carrière professionnelle... Oui, c'étaient tous des hommes de football sérieux. A Quimper, j'ai également découvert des dirigeants formidables, le Président Chacun, un homme sensationnel, le Président Perray, qui nous a quitté trop tôt. Je n'ai qu'un regret : celui d'avoir fait construire une maison à Saint-Nazaire. Sinon, je serais demeuré Quimpérois. Inutile de vous dire que le lundi matin j'ai le journal de là-bas et que mon cœur bat au rythme du Stade...". 
Son successeur à la tête du Stade Quimpérois, Marcel Mao, ne tarissait également pas d'éloges sur le personnage. "C'était un homme généreux. Il paraissait dur d'un premier abord mais il était plein d'humour". L'activité d'Edmond Le Maître ne se résumait pas à l'équipe première. À l'image d'Albert Batteux, le mythique entraîneur du Stade de Reims ou de Jean Snella, à Saint-Étienne, il coachait aussi les jeunes. Bernard Larhant, gardien de but, 55 ans en 2011, se souvient de cette époque dorée. "Cet homme a marqué ma vie. Ce n'était pas qu'un entraîneur, c'était aussi un éducateur dans l'âme." Une anecdote ? "Un jour, en minimes, Edmond Le Maître avait surpris un joueur, la veille, dans une fête. Le lendemain, il n'a rien dit. Il nous a fait monter dans le car en le laissant au pied du bus. Nous avons joué à dix mais pour lui, il avait trahi le groupe. C'était un personnage à la Guy Roux, comme on n'en fait plus". 
À 54 ans, l'Atlantic Club Nazairien, alors en 3e division nationale, viendra le chercher en pleine saison pour remplacer Patrice Mayet au poste d'entraîneur à partir du match St-Brieuc 2-0 St-Nazaire, le 23 mars 1977. À six journées de la fin, l'ACN ne sortira jamais de la zone rouge, ne gagnant que deux points sur douze... Le 15 mai 1977 et le dernier match de la saison, St-Nazaire 0-1 Concarneau, c'est le retour officiel en DH. Le "miracle Le Maître" n'aura pas eu lieu. La même saison, Penhoët est relégué en DSR. Edmond Le Maître était retraité à Trignac (Loire-Atlantique) où il est mort à l'âge de 87 ans.

## Palmarès
- Champion de Division d'Honneur, groupe Ouest en 1962 avec le Stade Quimpérois (comme entraîneur)